# Pica-pau-de-stierling
O pica-pau-de-stierling (Dendropicos stierlingi), ou pica-pau-do-miombo-oriental é uma espécie de pica-pau. A espécie é endémica da África oriental, incluindo o sul da Tanzânia, sudoeste do Malawi e norte de Moçambique. É uma espécie residente que habita a floresta aberta de miombo, mas evita a floresta densa. É encontrada em altitudes até 1500.